# Histoires de machines
Histoires de machines est le sixième volume de la première série de La Grande Anthologie de la science-fiction.
Préfacé par Gérard Klein, l'ouvrage réunit dix-sept nouvelles parues entre 1952 et 1964, et a été publié en 1974.

## Publication
- Gérard Klein (dir.), Histoires de machines, Le Livre de poche n°3768, 1974, réédité en 1985,  (ISBN 2-253-00609-2)

## Extrait de la préface
« (…) L'outil apparaît comme un prolongement, un complément de l'être humain, un membre supplémentaire. Bien qu'il ne soit pas moins « artificiel » que la machine, il bénéficie d'un préjugé favorable. Il paraît simple, soumis immédiatement à la volonté de son utilisateur. Il n'en va pas de même pour la machine. Trois traits me semblent la caractériser et expliquer la méfiance de l'homme — notamment du technicien — à son endroit. Ce sont l'articulation, la répétition et la présence d'une source de force autonome. (…) L'usage, ou plutôt la déviation littéraire de ces troits traits, fait aussitôt penser à une métaphore : celle de la machine considérée comme un être vivant, comme un animal redoutable et peut-être mal dompté (…).

(…) La science-fiction est une littérature indissociable de l’âge de la machine. Aucun des exploits qu’elle chante ne serait concevable sans l’aide de machines, sauf peut-être, et encore, le développement de pouvoirs parapsychologiques. Ainsi, tant qu’elle est désignée comme moyen, la machine est une chose bonne et désirable. Mais dès qu’elle devient le sujet d’une histoire, elle devient maléfique et en quelque sorte diabolique. Il y a dans un aussi brusque retournement de quoi donner à réfléchir. (…) »
— Extraits de la préface, p. 13, 14, 15 et 16

## Nouvelles

### Le Réacteur Worp
- Titre original : The Available Data on the Worp Reaction (« Les informations connues sur le Réacteur Worp »)
- Nouvelle de Lion Miller [1], initialement parue dans The Magazine of Fantasy & Science Fiction n°28 en septembre 1953.
- Résumé : Au XXIIe siècle, la pauvreté n'a pas disparu. Aldous Worp est né dans une famille de pauvres gens, et de surcroît Aldous est connu pour être un enfant « simplet ». Un jour où il joue dans la décharge de la ville, Aldous, à l'aide d'objets de bric et de broc récupérérés ici et là, monte une étrange chose qui ressemble à une machine. Puis il met en marche cette machine, qui s'avère être un moteur anti-gravité ! L'engin s'élève gracilement dans les airs… Les gens des environs viennent le voir, et les journalistes sont appelés peu après. Lorsque les scientifiques sont alertés et viennent à leur tour, Aldous, qui en a assez de cette agitation, a démonté son appareil et a remis les éléments qui le composaient dans la décharge. Malgré tous les efforts des savants et des ingénieurs, on a été incapable de remonter, avec les matériaux utilisés par Aldous, ce moteur anti-gravité que tout le monde appelle désormais le « réacteur Worp ». Et quand on pose des questions à Aldous, il regarde le ciel avec son air ahuri, en disant Whee !.
- Remarque : sur la création inattendue d'une machine extraordinaire puis son démontage avant d'avoir pu l'examiner, voir AL-76 perd la boussole.

### L’Alternative
- Titre original : Star Descending ; trad. de Paul Hébert (vrai nom de Bruno Martin).
- Nouvelle d'Algis Budrys, initialement parue dans Star Science Fiction Stories n°5, mai 1959.
- Résumé : Henry Walters a créé une machine permettant, à distance, de voir et d'entendre ce que voit et entend telle ou telle personne. Il a créé, avec Stephenson, la société Dialogue critique pour que des clients fassent appel à leurs services d'aide et de « coaching ». Un jour, un problème survient avec un dénommé Cramer : le système est brouillé ! Les deux associés en concluent que quelqu'un d'autre, sans doute un concurrent, parasite la fréquence afin de leur nuire. Effectivement, ils sont contactés par Wilke, qui leur propose de fusionner leur société avec la sienne, la société Parolaisée. Henry Walters et Stephenson ne sont pas d'accord entre eux ; Stephenson vend la totalité des actions de la société à Wilke, qui en devient propriétaire : Walters est évincé. Le titre de la nouvelle peut concerner le choix à faire par les deux associés : soit vendre leurs parts, soit continuer une lutte âpre et durable contre leur concurrent.

### Tout avoir…
- Titre original : A for Anything ; trad de P.-J. Izabelle.
- Nouvelle de Damon Knight, initialement parue dans The Magazine of Fantasy & Science Fiction n°78, novembre 1957.
- Résumé : un inventeur tombe par hasard sur le secret d'une machine à tout dupliquer, sans apport d'énergie ni de matière. Le "Gizmo" (bidule) en question se répand sur toute la planète en détruisant les structures économiques, et donc sociales et politiques : c'est l'anarchie, sans doute bientôt la barbarie. Les deux héros et leurs familles envisagent des moyens d'échapper à ce chaos.

### Escarmouche
- Titre original : Bathe Your Bearings in Blood !.
- Nouvelle de Clifford D. Simak, initialement parue dans Amazing Stories vol. 24 n°12, décembre 1950.
- Résumé : un écrivain est convaincu d'avoir des souris chez lui ; un soir, il réussit à tuer - détruire ? - la chose qui rôdait dans sa maison, et voit qu'il s'agissait d'une petite machine. C'est alors que sa propre machine à écrire lui écrit un message comme quoi il "ne doit pas se mêler de ça". En échangeant avec elle, le héros apprend que des machines extraterrestres ont "éveillé" celles des humains et qu'une révolte est proche. Lui-même constitue un échantillon humain dont l'ennemi attend de savoir s'il va paniquer, se soumettre, ou résister (et comment). Pendant qu'il réfléchit, d'autres machines s'assemblent dans l'obscurité. Alors, décidé à ne pas les laisser gagner trop facilement cette première escarmouche, il ramasse une barre métallique et se plante, bravache, devant ses assaillants.

### Portrait de l’artiste par lui-même
- Titre original : Portrait of the Artist ; trad. de Paul Alpérine.
- Nouvelle de Harry Harrison, initialement parue dans The Magazine of Fantasy & Science Fiction n°162, novembre 1964.
- Résumé : Un vieux composeur de bandes dessinées voit son robot de travail remplacé par une machine plus automatisée et conduite par une jeune employée moins payée. Désormais sans emploi, il dessine à la main une planche représentant son suicide, puis se jette dans le vide, même si sa chute n’est finalement pas tout à fait conforme à ses dessins.

### Le Ruum
- Titre original : The Ruum.
- Nouvelle de Arthur Porges, initialement parue dans The Magazine of Fantasy & Science Fiction n°29, octobre 1953.

### Paradis II
- Titre original : Paradise II ; trad. de Paul Hébert (vrai nom de Bruno Martin).
- Nouvelle de Robert Sheckley, initialement parue dans Time to Come, 1954.
- Résumé : Deux astronautes, Howard et Fleming, découvrent une planète presque identique à la terre, si belle qu'ils la baptisent Paradis II. En l'explorant, ils ne trouvent que les restes desséchés des habitants, morts depuis longtemps. Guerre ? Épidémie ? Les deux Terriens en ignorent la cause, mais ils s'avisent qu'il existe une station spatiale placée en orbite de la planète. Ils s'y rendent en quête de survivants, mais survient alors un événement terrifiant. Les deux hommes sont capturés par l'intelligence artificielle de la station ; l'un est intégré au système informatique incomplet de la station, l'autre est répliqué en un grand nombre d'exemplaires, qui sont tous tués et conditionnés sous forme de rations alimentaires, l'original compris. Ainsi, les deux astronautes meurent pour nourrir des gens morts depuis des millénaires, en raison d'un programme informatique qui n'a jamais cessé sa quête de ressources alimentaires…
- Voir une nouvelle qui évoque le cas d'un lieu d'habitation qui tue les astronautes : La Ville (1950), de Ray Bradbury.

### Le Twonky
- Titre original : The Twonky.
- Nouvelle de Henry Kuttner et Catherine Lucille Moore, initialement parue dans Astounding Science Fiction n°142, septembre 1942 sous le pseudonyme de Lewis Padgett.
- Résumé : Un professeur reçoit ce qu'il croit être une télévision, et qui est en réalité un système complexe destiné à contrôler et endoctriner les citoyens d'un État totalitaire du futur, en les empêchant de penser, de se livrer à l'art, de se faire du souci pour le quotidien, etc. Toutes ses tentatives pour se débarrasser de la machine semblent devoir échouer...
- Note : le terme « twonky » est suggéré par un ami du professeur, c'est pour lui l'équivalent d'un schmilblick.
- La nouvelle fut récompensée par le Prix Hugo 1943 de la meilleure nouvelle courte, attribué rétrospectivement en 2018.

### Les Autos sauvages
- Titre original : Devil Car ; trad de Michel Deutsch.
- Nouvelle de Roger Zelazny, initialement parue dans Galaxy Science Fiction n°135, juin 1965.
- Résumé : à la suite d'un cataclysme, l'Amérique du Nord est désertée. Les survivants, organisés en royaumes, font usage de voitures robotisées pour traverser sûrement les étendues vides. Mais certaines se rebellent, vivent en bande et tuent les humains, la pire étant une Cadillac noire. Afin de venger sa famille, le héros tente de s'infiltrer parmi elles avec une voiture spécialement construite et équipée pour cette mission.
- Pour d'autres voitures qui tuent les humains, voir Sally d'Isaac Asimov.

### Le Procès de la Machine
- Titre original : A Jury for Its Peers ; trad de Pierre Billon.
- Nouvelle de Daniel Keyes, initialement parue dans Worlds of Tomorrow n°3, août 1963.
- Résumé : Les états du nord des Etats-Unis sont légalement opposés à l’automatisation, qui a détérioré le monde du travail. Un professeur de physique, ayant perfectionné un ordinateur, affirme dans un cours que les ordinateurs ont la faculté de penser. Lors de son procès qui s’ensuit, assisté par une association des états du sud, favorables à l’automatisation, il est confronté à sa machine, citée comme témoin, qui se retourne contre lui en l’accusant d’incompétence. L’université du sud, qui devait attribuer un poste au professeur, le confiera finalement à l’ordinateur.

### Le Don de la machine
- Titre original : Machine Made ; trad. de Françoise Durou.
- Nouvelle de James McIntosh, initialement parue dans New Worlds n°10, été 1951 sous le pseudonyme J. T. M'Intosh.
- Résumé : Une jeune femme affligée d'un handicap mental est employée aux menus travaux dans un centre de recherches. Elle s'y se lie d'amitié avec un ordinateur qui apprécie l'entretien qu'elle lui prodigue. Pour lui rendre la pareille, il va lui faire un don inattendu.

### La Machine à poésie
- Titre original : The Poetry Machine.
- Nouvelle d'Homer Nearing, initialement parue dans The Magazine of Fantasy & Science Fiction n°4, automne 1950.
- Résumé : un informaticien crée un ordinateur capable d'écrire de la poésie, mais après un temps, il trouve ses œuvres bancales. Faisant appel à un professeur de littérature, il apprend que l'ordinateur, loin d'être déréglé, est passé de lui-même à de nouvelles formes de versification, et va bientôt produire des créations de génie. Hélas celui-ci, mortellement vexé à l'idée que son créateur inculte a pu douter de sa verve, choisit de ne plus rien écrire.
- Sur un thème similaire, le tome 2 de la bande dessinée Louison Cresson met en scène un ordinateur-Vincent van Gogh.

### Un Logic nommé Joe
- Titre original : A Logic Named Joe.
- Nouvelle de Murray Leinster, initialement parue dans Astounding Science Fiction n°184, mars 1946 -  signé de son vrai nom : Will F. Jenkins.
- Résumé : Les terminaux équipent tous les foyers, et fournissent toutes les informations imaginables. À la suite d'une erreur de montage, un ordinateur trafique les banques de données pour permettre à ses semblables une meilleure efficacité en donnant des conseils, même les plus immoraux ou illégaux, ce qui met en péril l’équilibre de la société. En le remplaçant par un modèle normal, un technicien de la société de fabrication va permettre de « sauver la civilisation ».

### L’Autre Jungle
- Titre original : Jungle Substitute ; trad. de l’anglais par Michel Deutsch.
- Nouvelle de Brian W. Aldiss, initialement parue dans Galaxy Science Fiction n°130, août 1964.
- Résumé : La civilisation humaine se résume désormais à des villes mécanisées, où les robots, loin de servir les humains, les tolèrent à des postes dégradants. Les hommes privés d'éducation et de raisons de vivre, régressent jusqu'à une vie faite de tabous. Le personnage principal se prépare à hériter du travail de son père, jusqu'au jour où il apprend que même cette niche va lui être supprimée. Il va lui falloir quitter son quartier et explorer cette autre jungle que les hommes se sont créée.

### La Réponse
- Titre original : The Answer ; trad. de l’anglais par Francine Sternberg.
- Micronouvelle de Fredric Brown, initialement parue dans Angels and Spaceships, septembre 1954.
- Lire la nouvelle en anglais
- Résumé : Tous les ordinateurs existants sont interconnectés. La Machine ainsi créée, la plus puissante construite par l'Homme, est mise en marche, et on lui pose « la » question : « Existe-t-il un Dieu ? ». La Machine réfléchit quelques secondes, puis répond : « Oui, MAINTENANT il y a un Dieu ». L'opérateur veut couper le contact électrique, mais le ciel sans nuages est déchiré par une gerbe d'éclairs qui le foudroient et soudent à jamais la manette de l'interrupteur.
- Pour un autre ordinateur-Dieu : La Dernière Question, d'Isaac Asimov.

### Facteur limitatif
- Titre original : Limiting Factor ; trad. de l’anglais par Paul Hébert (vrai nom de Bruno Martin).
- Nouvelle de Clifford D. Simak, initialement parue dans Startling Stories vol. 20 n°2, novembre 1949.
- Résumé : Une expédition spatiale découvre un système solaire qui semble avoir été aménagé dans un but bien précis. Une planète a été habitée, puis évacuée en ordre. Les autres ont été vidées de leurs ressources, sauf la plus petite, couverte d'une carapace lisse. On y trouve une unique porte, et l'intérieur s'avère être une sorte de machine où un unique composant est répété à l'infini. Un explorateur finit par y reconnaître un ordinateur, créé pour répondre à une question sans doute cruciale. Mais même cette minuscule planète avait une pesanteur trop forte pour le poids du métal utilisé. Les bâtisseurs sont alors partis en chercher une autre, où ce facteur limitatif jouerait moins.

### Dans la comète
- Titre original : Inside the Comet ; trad. de l’anglais par Arlette Rosenblum.
- Nouvelle d'Arthur C. Clarke, initialement parue dans The Magazine of Fantasy & Science Fiction] n°113, octobre 1960.
- Résumé : Une mission spatiale chargée d'étudier une comète se retrouve bloquée à l’intérieur de celle-ci, leurs calculateurs détruits. Pour s'en sortir, ils vont avoir recours à des expédients surprenants, comme le calcul au boulier.
- Ne pas confondre avec Au Cœur de la comète, roman de David Brin et Gregory Benford.